# València Club de Futbol Mestalla

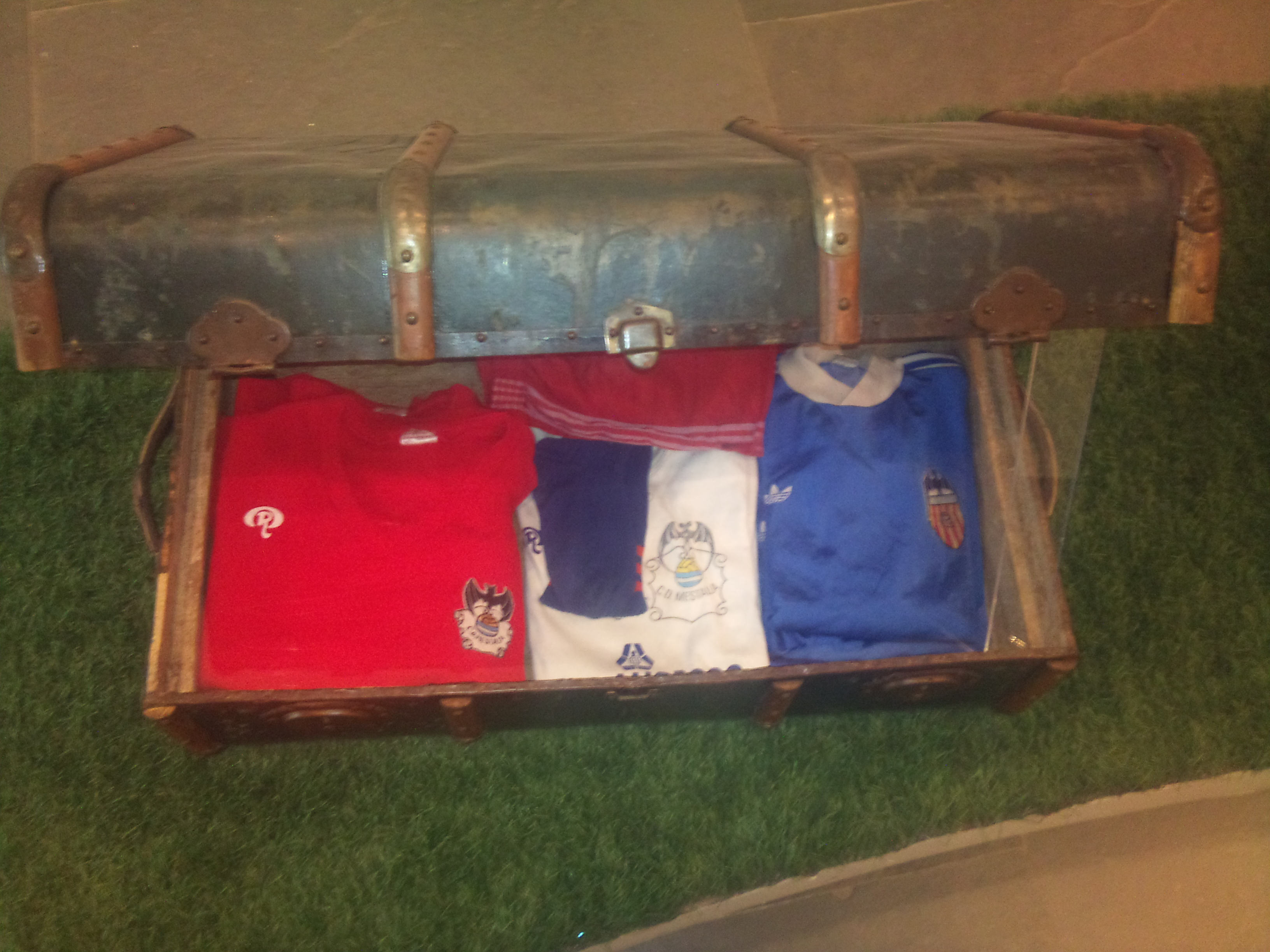
Bagul utilitzat en els desplaçaments del València Club de Futbol durant els anys trenta. Al seu interior conté uniformes històrics del CD Mestalla.

El València Club de Futbol Mestalla és un club de futbol de la ciutat de València. Va ser fundat l'any 1944 i juga a la Segona Divisió B. És l'equip filial del València CF. També ha estat anomenat Club Esportiu Mestalla i València CF B.

## Història
Va ser fundat el 6 de setembre de 1944 a partir de l'estructura del CD Cuenca (anomenat així per estar situat al carrer de Conca de la capital valenciana) essent el seu primer president Federico Blasco Marzo.
Degut a la conversió en societat anònima del seu club matriu el 1991 canvià el seu nom al de València CF B, però l'any 2006 va retornar en part al seu nom original al passar a anomenar-se València CF Mestalla. La seua història ha estat lligada a la del València CF essent viver de nombrosos futbolistes.
El major èxit de l'equip va ser a la temporada 51/52, quan va aconseguir l'ascens a la Primera Divisió en quedar campió de la lligueta de promoció d'ascens, essent el primer equip filial en aconseguir-ho. Malgrat tot, el CE Mestalla no va jugar a Primera per la renúncia del president del València CF, Lluís Casanova, a tenir dos equips en la mateixa categoria.
Va ser un equip habitual de la Segona Divisió espanyola fins al 1973, quan baixa a Tercera Divisió (encara no existia la intermèdia Segona B). A la 76/77 toca fons al caure a Regional, on roman una temporada. No eixiria definitivament del pou de Tercera fins a la temporada 92/93, en la qual ascendeix a Segona B. Des de llavors, ha alternat aquesta categoria (tot arribant a disputar diversos playoffs d'ascens a Segona) amb la Tercera Divisió.

### Palmarès
- 7 cops campió de Tercera Divisió (1958-grup IX, 1971-III, 1983-VI, 1985-VI, 1992-VI, 2005-VI, 2011-VI)

### Historial
- 21 temporades en Segona divisió
- 16 temporades en Segona divisió B
- 28 temporades en Tercera divisió

Millor posició: 2n – Segona divisió (1951/1952)

## Jugadors històrics
| - Albelda - Albiol - Angulo - Arias - Camarasa - Claramunt - Fernando - Gavilán - Giner | - Guillot - Mendieta - Molina - David Navarro - Gavilán - Palop - Silva - Voro - Javi Navarro |

## Temporades
En les últimes teporades, contant la 2020-21, el club ha militat 17 temporades a Segona Divisió B i 5 a Tercera Divisió.
| - 1999-00: 2a Divisió B 17è - 2000-01: 3a Divisió 2n - 2001-02: 2a Divisió B 2n - 2002-03: 2a Divisió B 6è - 2003-04: 2a Divisió B 17è - 2004-05: 3a Divisió 1r |  | - 2005-06: 3a Divisió 2n - 2006-07: 2a Divisió B 16è - 2007-08: 3a Divisió 2n - 2008-09: 2a Divisió B 12è - 2009-10: 2a Divisió B 18è - 2010-11: 3a Divisió 1r |  | - 2011-12: 2a Divisió B 13è - 2012-13: 2a Divisió B 16è - 2013-14: 2a Divisió B 16è - 2014-15: 2a Divisió B 14è - 2015-16: 2a Divisió B 8è |  | - 2016-17: 2a Divisió B 3r - 2017-18: 2a Divisió B 11è - 2018-19: 2a Divisió B 13è - 2019-20: 2a Divisió B 16è - 2020-21: 2a Divisió B |  |  |

## Uniforme
Varia cada temporada. La temporada temporada 2006-2007 és el següent:
- Uniforme titular: Samarreta blanca, pantaló negre, mitges blanques.
- Segon uniforme: Samarreta taronja, pantaló blanc, mitges taronja.
- Tercer uniforme: Samarreta, pantaló i mitges negres.

## Estadi
El València CF Mestalla disputa els seus partits a l'Estadi Antonio Puchades, situat a la Ciutat Esportiva de Paterna, encara que en partits de gran transcendència també ha disputat ocasionalment partits a l'Estadi de Mestalla.